# Oberdorf am Hochegg
Oberdorf am Hochegg este o comună situată în partea de SE a Austriei.